# Cho Chikun
Cho Chikun (* 20. Juni 1956 in Busan, Südkorea) ist ein japanischer Go-Spieler und ein Neffe von Cho Namchul. Im Laufe seiner Karriere konnte er 76 Titel erreichen, was eine Bestmarke im Japanischen Go-Bund Nihon Ki-in darstellt. Er war der erste Spieler überhaupt, der die drei wichtigsten Titel, Kisei, Meijin und Honinbo, gleichzeitig innehatte. Da er darüber hinaus auch die Titel Judan, Tengen, Oza und Gosei erwarb, war er der erste Spieler, der alle sieben Top-Titel in Japan erhalten konnte.

## Anfänge
Cho stammt aus einer sehr wohlhabenden südkoreanischen Familie und hat fünf Geschwister. Sein Großvater war Bankdirektor, jedoch verlor die Familie durch den Koreakrieg ihr Vermögen und verarmte. Daraufhin befragte Chos Vater einen Wahrsager, der ihm riet, Chos ursprünglichen Namen Pung-yeo in Chihun zu ändern, da ansonsten seine Mutter sterben würde. Jedoch würde durch die Namensänderung Chos jüngerer Bruder sterben und Cho selbst sehr berühmt werden. Letztlich erwiesen sich diese Vorhersagen als korrekt.
Cho erlernte das Go-Spiel in seiner Kindheit von seinem Großvater, der sein Talent erkannte und ihn 1962 nach Japan schickte – Chikun ist die japanische Aussprache seines koreanischen Namens. Dort trat er mit nur sechs Jahren in Kitani Minorus Go-Schule ein. Dort besiegte er am Tag nach seiner Ankunft den gut 14 Jahre älteren Spieler Rin Kaiho in einem Spiel mit fünf Steinen Vorgabe. Ein Jahr später trat er in den Nihon Ki-in als Schüler ein, wurde jedoch von seinen Mitschülern wegen seiner koreanischen Herkunft oftmals gemobbt.
Cho erreichte den ersten Dan nach seinem Sieg gegen Michihiko Azuma im Mai 1968. Damit wurde er im Alter von 11 Jahren und 8 Monaten einer der jüngsten Go-Profi-Spieler aller Zeiten. Noch im gleichen Jahr erreichte er den zweiten Dan und bereits zwei Jahre später den vierten Dan. 1971, im Alter von 15, erreichte er den fünften Dan.

## Wettkampf gegen Deep Zen Go
Im November 2016 spielte Cho Chikun gegen das Go-Programm Deep Zen Go. Chikun gewann dabei zwei von drei Spielen.

## Trivia
Cho Chikun spielt auch Shōgi.

## Werke (Auswahl)
- Go: A Complete Introduction to the Game [The Magic of Go]. Ishi Press, Tokio 1997, ISBN 978-4-906574-50-6 (englisch).
- All About Life and Death. Ishi Press, Tokio 1993, ISBN 978-4-87187-042-9 (englisch).
- The 3-3 Point Modern Opening Strategy. Ishi Press, Tokio 1991, ISBN 978-4-87187-044-3 (englisch).